# Erasure (romance)
Erasure é um romance de 2001 do escritor estadunidense Percival Everett. Foi publicado originalmente pela University Press of New England (UPNE). O romance reage contra as correntes dominantes de discussão relacionadas com a publicação e crítica da literatura afro-americana.
Em 2023, Erasure foi adaptado por Cord Jefferson como um filme intitulado American Fiction, estrelado por Jeffrey Wright.

## Enredo
O enredo do romance gira em torno das consequências de transformar a arte de alguém em uma mercadoria; ou seja, ceder às forças do mercado. A força de mercado dentro de Erasure reflete a realidade do final da década de 1990, em que a indústria editorial parecia classificar os escritores negros ao valorizar os relatos de pobres urbanos disfuncionais em detrimento de outras vidas negras.
O protagonista, Thelonious "Monk" Ellison, professor de literatura inglesa, está em apuros com sua escrita. Seu agente lhe explica repetidamente que as editoras não acreditam que sua escrita seja "suficientemente negra". Ellison é confrontado com o sucesso de um romance chamado We's Lives In Da Ghetto, da escritora negra Juanita Mae Jenkins; está se tornando um best-seller nacional e ela é uma querida crítica.
Monk rapidamente compõe uma resposta satírica, baseada em parte em Native Son (1940), de Richard Wright, e Push (1996), de Sapphire. Ele chama seu próprio romance de My Pafology, antes de mudar seu título para Fuck. Este romance é publicado na íntegra dentro de Erasure e cria uma metanarrativa que desafia o leitor sobre o valor e os méritos desta escrita em contraste com o texto e personagens supostamente mais eruditos de Erasure.

## Estrutura
Como muitos dos romances de Everett, Erasure tem uma estrutura experimental. Ele usa múltiplas narrativas incorporadas, escritas pelo personagem principal, Thelonious "Monk" Ellison, incluindo seu romance simulado intitulado My Pafology. A crítica do The Guardian descreveu o livro como uma "paródia extensa e hábil de romances de gueto, como Push".
O romance tem outros estilos narrativos dentro do quadro narrativo mais amplo, incluindo um artigo acadêmico, cartas pessoais, ideias para histórias e diálogos imaginados entre personagens históricos ficcionais. A seção final é o fim de Erasure escrito por Stagg R. Leigh, o alter ego de Monk.

## Recepção
O romance foi bem recebido. A crítica de Darryl Pinckney, no The Guardian, focou na comédia de humor negro que Erasure representa, descrevendo-a como caminhando em direção à "comédia mais sombria" e ao "trabalho astuto". Ready Steady Book focou no romance sendo "cheio de raiva" sobre o establishment literário afro-americano e disse que os elementos mais redentores da trama vêm de um "retrato comovente de um filho aceitando a vida de sua mãe".